# Puccinia vulpiana
Puccinia vulpiana ist eine Ständerpilzart aus der Ordnung der Rostpilze (Pucciniales). Der Pilz ist ein Endoparasit von Lauchen und Federschwingeln. Symptome des Befalls durch die Art sind gelbe Rostflecken und Pusteln auf den Blattoberflächen der Wirtspflanzen. Das Verbreitungsgebiet umfasst den westlichen Mittelmeerraum.

## Merkmale
Puccinia vulpiana ist mit bloßem Auge nur anhand der auf der Oberfläche des Wirtes hervortretenden Sporenlagern zu erkennen. Sie wachsen in Nestern, die als gelbliche bis braune oder schwärzliche Flecken und Pusteln auf den Blatt- oder Halmoberflächen erscheinen.
Das Myzel von Puccinia vulpiana wächst wie bei allen Puccinia-Arten interzellulär und bildet Saugfäden, die in das Speichergewebe des Wirtes wachsen. Die Telien der Art sind klein, punkt- oder strichförmig und zunächst bleigrau, später schwarz. Die Teleutosporen sind zweizellig, länglich geformt und 48–60 × 15–25 µm groß. Sie sind braun, ihre Stiele sind blassbraun und kurz. Pycnien, Aecidien und Uredien wurden bislang nicht näher beschrieben.

## Verbreitung
Puccinia vulpiana besitzt ein Verbreitungsgebiet, das sich über den westlichen Mittelmeerraum erstreckt.

## Ökologie
Die Wirtspflanzen von Puccinia vulpiana sind als Haplont Lauch (Allium spp.) sowie Federschwingel (Vulpis spp.) für den Dikaryonten. Der Pilz ernährt sich von den im Speichergewebe der Pflanzen vorhandenen Nährstoffen, seine Sporenlager brechen später durch die Blattoberfläche und setzen Sporen frei. Die Art verfügt über einen Entwicklungszyklus mit Pycnien, Uredien, Telien und Aecidien.